# Carinocythereis carinata
Carinocythereis carinata is een mosselkreeftjessoort uit de familie van de Trachyleberididae. De wetenschappelijke naam van de soort is voor het eerst geldig gepubliceerd in 1838 door Roemer.